# Pranas Talzūnas
Pranas Talzūnas, également connu sous son nom américanisé Frank Konstant Talzunas, né le 23 mars 1913, à Chicago, dans l'Illinois et mort à une date inconnue, est un ancien joueur lituanien de basket-ball.
Il aurait été le premier joueur à réaliser un bras roulé dans un match officiel, lors du Championnat d'Europe 1937.

## Palmarès
- Champion d'Europe 1937
- MVP du Champion d'Europe 1937